# أنطونيوس الكبير
القديس أنطونيوس الكبير أو أنطونيوس أو أنطونيوس العظيم؛ (باللاتينية: Antonius)؛ (بالقبطية: Ⲁⲃⲃⲁ Ⲁⲛⲧⲱⲛⲓ)، هو «أبو الأسرة الرهبانية» (12 يناير 251 - 17 يناير 356) راهب مسيحي من مصر، أُعلنت قداستُهُ عند وفاته. ويتميز عن غيره من القديسين الذين يُدعون أنطونيوس مثل أنطونيو اللشبوني، لأهميته بين آباء الصحراء والرهبنة المسيحية اللاحقة، يُعرف أيضًا باسم أبو جميع الرهبان. يُحتفل بعيده في 17 يناير في الكنائس الأرثوذكسية والكاثوليكية وفي 22 طوبة حسب التقويم القبطي. هو مؤسس الحركة الرهبانية في العالم كله بالرغم من وجود حركات رهبانية سابقة له.
ولقبه باللغة القبطية «بي نيشتي افا انطوني» وترجمتها العظيم الأب أنطونيوس؛ لما قام به هذا الأب من تغيير في نفوس الآلاف من الناس على مر العصور.
ساعدت سيرة حياة أنطونيوس التي كتبها أثناسيوس الإسكندري في نشر مفهوم الرهبنة المسيحية، لا سيما في أوروبا الغربية من خلال ترجماتها اللاتينية. غالبًا ما يُعتبر بالخطأ أول راهب مسيحي، ولكن كما توضح سيرته الذاتية ومصادر أخرى، كان هناك العديد من الزاهدين قبله. كان أنطونيوس، مع ذلك، من بين أول من ذهب إلى البرية (حوالي م 270)، ويبدو أن هذا الأمر أسهم في شهرته. شاعَ في الفن والأدب الغربيين تصوير قصص مواجهة القديس أنطونيوس للإغراءات الخارقة للطبيعة أثناء إقامته في الصحراء الشرقية في مصر.
نُسبت إلى أنطونيوس عدة معجزات شفى فيها مصابين بالأمراض المعدية، وخاصة الأمراض الجلدية. في الماضي، أصبحت العديد من هذه الآلام، بما في ذلك التسمم الأرغوني، الحمرة، والهربس النطاقي تُعرف باسم نار القديس أنطونيوس.

## حياته
وُلد في بلدة قِمَن العروس التابعة لمركز الواسطى، محافظة بني سويف، مصر، حوالي عام 251م من والدين غنيين. مات والده فوقف أمام الجثمان يتأمل زوال هذا العالم، فالتهب قلبه نحو الأبدية. وفي عام 269 إذ دخل ذات يوم الكنيسة سمع الإنجيل يقول: «إن أردت أن تكون كاملاً اذهب وبع كل مالك ووزعه على الفقراء، وتعال اتبعني» (إنجيل متى 19: 21؛ إنجيل مرقس 10: 21؛ إنجيل لوقا 18: 22) فشعر أنها رسالة شخصية تمس حياته.
معظم ما هو معروف عن أنطونيوس يأتي من حياة أنطونيوس. كتبه أثناسيوس الإسكندري باللغة اليونانية حوالي 360، وهو يصور أنطونيوس كرجل مقدس له علاقة مطلقة من خلال وجوده في مشهد بدائي بالحقيقة الإلهية، والتي تتوافق دائمًا مع حقيقة أن أثناسيوس كاتب السيرة الذاتية.
استمرارًا لهذا النوع من السيرة اليونانية العلمانية، أصبح أكثر أعماله قراءة على نطاق واسع. في وقت ما قبل عام 374 تمت ترجمته إلى اللاتينية من قبل إيفاغريوس الأنطاكي. ساعدت الترجمة اللاتينية في أن تصبح الحياة واحدة من أشهر الأعمال الأدبية في العالم المسيحي، وهي مكانة ستحتفظ بها خلال العصور الوسطى.
تُرجمت إلى عدة لغات، وأصبحت من أكثر الكتب مبيعًا في يومها ولعبت دورًا مهمًا في انتشار المثل الأعلى النسكي في المسيحية الشرقية والغربية. خدم لاحقًا كمصدر إلهام للرهبان المسيحيين في كل من الشرق والغرب، وساعد في نشر مفهوم الرهبنة المسيحية، لا سيما في أوروبا الغربية من خلال ترجماتها اللاتينية.
يتم سرد العديد من القصص أيضًا عن أنطونيوس في مجموعات مختلفة من أقوال آباء الصحراء.
ربما تحدث أنطونيوس لغته الأم فقط، القبطية، لكن أقواله انتشرت في ترجمة يونانية. هو نفسه أملى خطابات باللغة القبطية، سبعة منها باقية.

### تركه لمنزل والديه
ولد أنطونيوس لأبوين ثريين من ملاك الأراضي. عندما كان يبلغ من العمر 20 عامًا تقريبًا، توفي والديه وتركوه مع رعاية أخته غير المتزوجة. بعد ذلك بوقت قصير، قرر اتباع الوصية الإنجيلية في متى 19:21، 
«إذا أردت أن تكون كاملاً، فاذهب وبع ما لديك وأعط الفقراء، وستكون لديك كنوز في السماء». 
ثم عاد إلى أخته الشابة يعلن لها رغبته في بيع نصيبه وتوزيعه على الفقراء ليتفرغ للعبادة بزهد، فأصرت ألا يتركها حتى يسلمها لبيت العذارى بالإسكندرية. سكن الشاب أنطونيوس بجوار نهر النيل لفترة كبيرة

### حياة الصلاة
يعتبر القديس أنطونيوس أحيانًا الراهب الأول، وأول من بدأ الرهبنة الانفرادية، ولكن كان هناك آخرون قبله. كان هناك بالفعل نسّاك زاهد. كان يقضي كل وقته في الصلوات بنسك شديد، لكن إذ هاجمته أفكار الشر والملل والضجر صار يصرخ إلى الله، فظهر له ملاك على شكل إنسان يلبس رداءً طويلاً متوشحًا بزنار صليب مثل الإسكيم وعلى رأسه قلنسوة، وكان يجلس يضفر الخوص. قام الملاك ليصلي ثم عاد للعمل وتكرر الأمر. وفي النهاية، قال الملاك له:
«اعمل هذا وأنت تستريح. صار هذا الزي هو زي الرهبنة، وأصبح العمل اليدوي من أساسيات الحياة الرهبانية حتى لا يسقط الراهب في الملل»
على مدى الخمسة عشر عامًا التالية، بقي القديس أنطونيوس في المنطقة، وقضى السنوات الأولى كتلميذ لناسك محلي آخر.

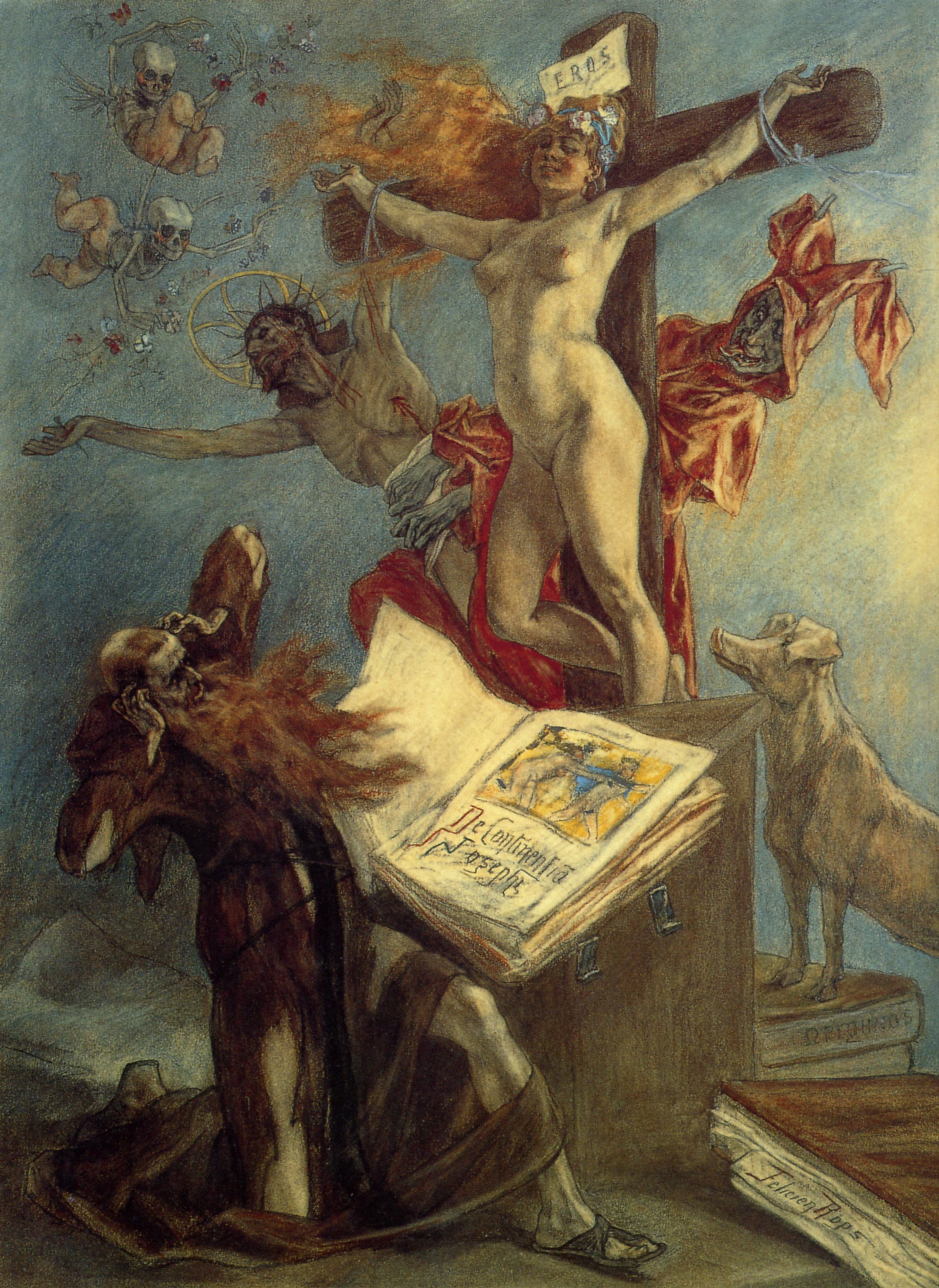
إغراء القديس أنطونيوس (1878) بواسطة فيليسيان روبس

وصف الفيلسوف اليهودي فيلون السكندري مجتمعات ذات التنظيم الفضفاض في القرن الأول. ميلادي منذ فترة طويلة في بيئة بحيرة مريوط القاسية وفي مناطق أخرى يصعب الوصول إليها. ورأى فيلو أن «هذه الفئة من الأشخاص يمكن أن تُقابل في العديد من الأماكن، لأن كل من اليونان والدول البربرية ترغب في الاستمتاع بكل ما هو جيد تمامًا». وبالمثل، تراجع الزاهدون المسيحيون مثل تقلا إلى مواقع معزولة في ضواحي المدن. أنطونيوس مشهور لأنه قرر تجاوز هذا التقليد والتوجه إلى الصحراء. غادر إلى قلوية نيتريا الصحراء (لاحقا موقع الأديرة شهير نيتريا (معبد للمسيحية)، والقلالي، ويقضيها) على حافة الصحراء الغربية حوالي 95 كيلومتر (59 ميل) غرب الإسكندرية. مكث هناك لمدة 13 عامًا.
حافظ أنطونيوس على نظام غذائي صارم للغاية. لم يأكل إلا الخبز والملح والماء ولم يكن يأكل اللحم أو يشرب الخمر أبدًا. كان يأكل مرة واحدة في اليوم على الأكثر، وأحيانًا يصوم يومين أو أربعة أيام.
وفقًا لأثناسيوس، حارب الشيطان أنطونيوس بإلحاقه بالملل والكسل وأوهام النساء، والتي تغلب عليها بقوة الصلاة، مقدمًا موضوعًا للفن المسيحي. بعد ذلك انتقل إلى إحدى المقابر القريبة من قريته. كان هناك أن الحياة تسجل تلك الصراعات الغريبة مع الشياطين على شكل الوحوش البرية، التي ضربته بالضربات، وأحيانًا تركته على وشك الموت.
بعد خمسة عشر عامًا من هذه الحياة، في سن الخامسة والثلاثين، قرر أنطونيوس الانسحاب من مساكن الرجال والتقاعد في عزلة مطلقة. ذهب إلى الصحراء إلى جبل على نهر النيل يسمى بيسبير (الآن دير الميمون)، مقابل الفيوم (مدينة). هناك عاش محصورًا في حصن روماني قديم مهجور لمدة 20 عامًا. تم إلقاء الطعام عليه من فوق الحائط. كان يزوره أحيانًا مؤمنين مسيحين يرفض رؤيتهم؛ لكن تدريجيًا استقر عدد من التلاميذ المحتملين في الكهوف والأكواخ حول الجبل. وهكذا تم تشكيل مجموعة من النساك، الذين توسلوا إلى أنطونيوس ليخرج ليكون مرشدهم في الحياة الروحية. في النهاية، رضخ لمهمتهم، وحوالي عام 305، خرج من العزلة. ولدهشة الجميع، بدا أنه ليس هزيلًا، ولكنه يتمتع بصحة جيدة في العقل والجسم.

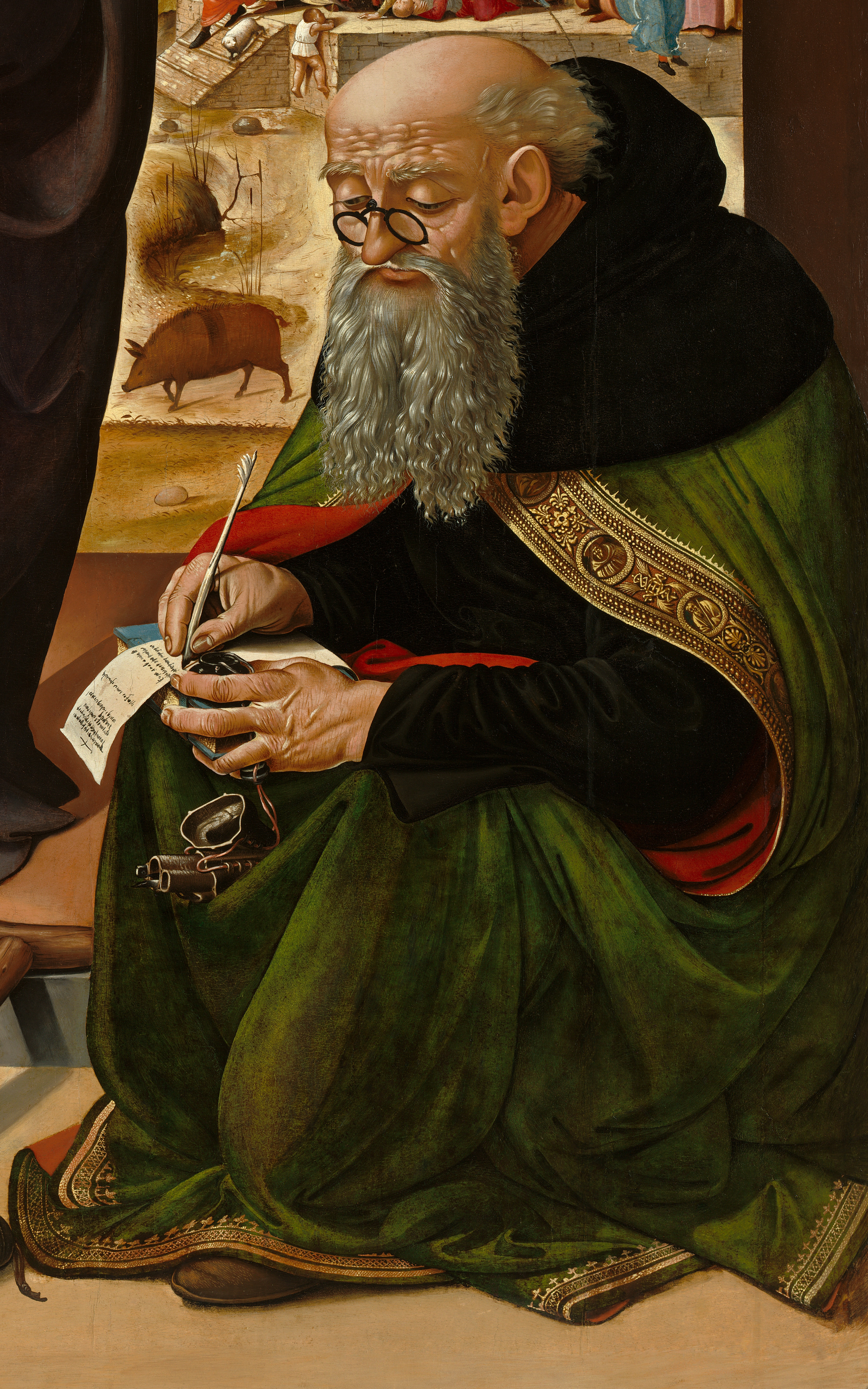
لوحة للقديس أنطونيوس، جزء من الزيارة مع القديس نيكولاس والقديس أنطونيوس رئيس دير بييرو دي كوزيمو، ق. 1480

كرّس نفسه لمدة خمس أو ست سنوات لتعليم وتنظيم الجسد العظيم من الرهبان الذين كثروا  حوله؛ لكنه انسحب مرة أخرى إلى الصحراء الداخلية الواقعة بين النيل والبحر الأحمر، حيث أقام بالقرب من الشاطئ مسكنه على جبل لا يزال يوجد فيه الدير الذي يحمل اسمه، دير الأنبا أنطونيوس. هنا أمضى الخمسة والأربعين عامًا الأخيرة من حياته، في عزلة، ليست صارمة مثل بيسبير، لأنه رأى بحرية أولئك الذين يأتون لزيارته، وكان يعبر الصحراء إلى بيسبير بشكل متكرر. وسط اضطهاد دقلديانوس، ذهب حوالي عام 311 أنطونيوس إلى الإسكندرية وكان واضحًا زيارة أولئك المسجونين.

### والد الرهبان

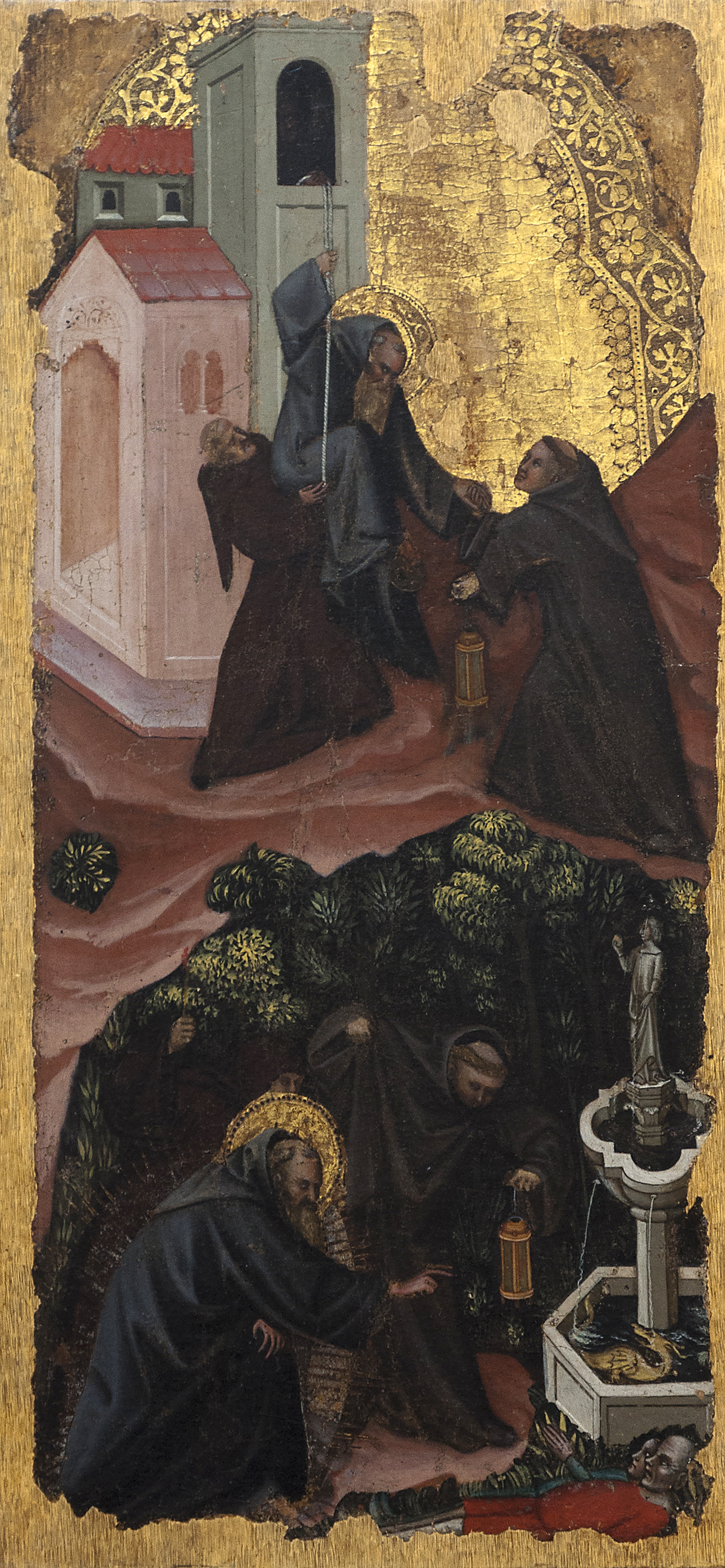
أربع حكايات عن أنطونيوس العظيم بقلم فيتالي دا بولونيا، ج. عام 1340، في المعرض الوطني للفنون في بولونيا

لم يكن أنطونيوس أول زاهد أو ناسك، ولكن ربما يُطلق عليه اسم «أبو الرهبنة» في المسيحية، حيث نظم تلاميذه في مجتمع وبعد ذلك، بعد انتشار قداسة أثناسيوس كان مصدر إلهام لمجتمعات مماثلة في جميع أنحاء مصر وأماكن أخرى. كان القديس مقاريوس الكبير من تلاميذ انطونيوس. قطع الزوار مسافات طويلة لرؤية الرجل المقدس المشهور. يقال إن أنطونيوس تحدث إلى أولئك الذين لديهم نزعة روحية، تاركًا مهمة مخاطبة الزائرين الدنيويين إلى مكاريوس. أسس مكاريوس فيما بعد مجتمعًا رهبانيًا في الصحراء الصخرية.
انتشرت شهرة أنطونيوس ووصلت إلى الإمبراطور قسطنطين فكتب له يطلب صلاته. كان الإخوة مسرورون برسالة الإمبراطور، لكن أنطونيوس لم يكن مغرورًا وكتب مرة أخرى يحث الإمبراطور وأبنائه على عدم احترام هذا العالم ولكن تذكر التالي.
قصص لقاء أنطونيوس وبولس الطيبة، الغراب الذي أحضر لهما الخبز، إرسال أنطونيوس لجلب العباءة التي أعطاها له «أثناسيوس الأسقف» لدفن جثة بولا، وموت بولا قبل عودته، من بين قصص لقاء أساطير الحياة المألوفة. ومع ذلك، يبدو أن الإيمان بوجود بولا كان مستقلاً تمامًا عن الحياة.
في عام 338، غادر الصحراء مؤقتًا لزيارة الإسكندرية للمساعدة في دحض تعاليم أريوس.

### الأيام الأخيرة
عندما لمس أنطونيوس أن وفاته تقترب، وقال انه أمر تلاميذه أن يعطي تلاميذه إلى مكاريوس المصري، وإعطاء واحد جلد الغنم عباءة ل أثناسيوس الإسكندرية وغيرها من جلد الغنم عباءة ل سرابيون من تمويس، تلميذه. تم دفن أنطوني، وفقًا لتعليماته، في قبر بجوار زنزانته.

نسخة بواسطة مايكل أنجلو الشاب بعد نقش لمارتن شونغاور حوالي 1487-1489، عذاب القديس أنطونيوس. زيت وحرارة على اللوح. واحدة من العديد من الرسوم الفنية لمحاكمات القديس أنطونيوس في الصحراء.

## إغواء
ألهمت روايات أنطونيوس التي تحمل إغراءات خارقة للطبيعة أثناء إقامته في الصحراء الشرقية لمصر الموضوع المتكرر لإغراء القديس أنطونيوس في الفن والأدب الغربيين.
يقال إن أنطونيوس واجه سلسلة من الإغراءات الخارقة للطبيعة أثناء حجّه إلى الصحراء. كان أول من تحدث عن هذه التجربة هو معاصره أثناسيوس الإسكندرية. ومن الممكن أن تكون هذه الأحداث، مثل اللوحات، مليئة بالمجاز الغني أو في حالة حيوانات الصحراء، ربما رؤية أو حلم. ومع ذلك، فإن التركيز على هذه القصص لم يبدأ حقًا حتى العصور الوسطى عندما أصبحت نفسية الفرد ذات أهمية أكبر.
بعض القصص المدرجة في سيرة أنطونيوس يتم إدامتها الآن في الغالب في اللوحات، حيث تمنح فرصة للفنانين لتصوير تفسيراتهم الأكثر غرابة أو غرابة. صور العديد من الفنانين، بمن فيهم مارتن شونغاور وهيرونيموس بوش ودوروثيا تانينج وماكس إرنست وليونورا كارينجتون وسلفادور دالي، هذه الأحداث من حياة أنطونيوس؛ في النثر، أعاد غوستاف فلوبير سرد الحكاية وزينها في فيلم The Temptation of Saint Anthony.

### الساتير والقنطور

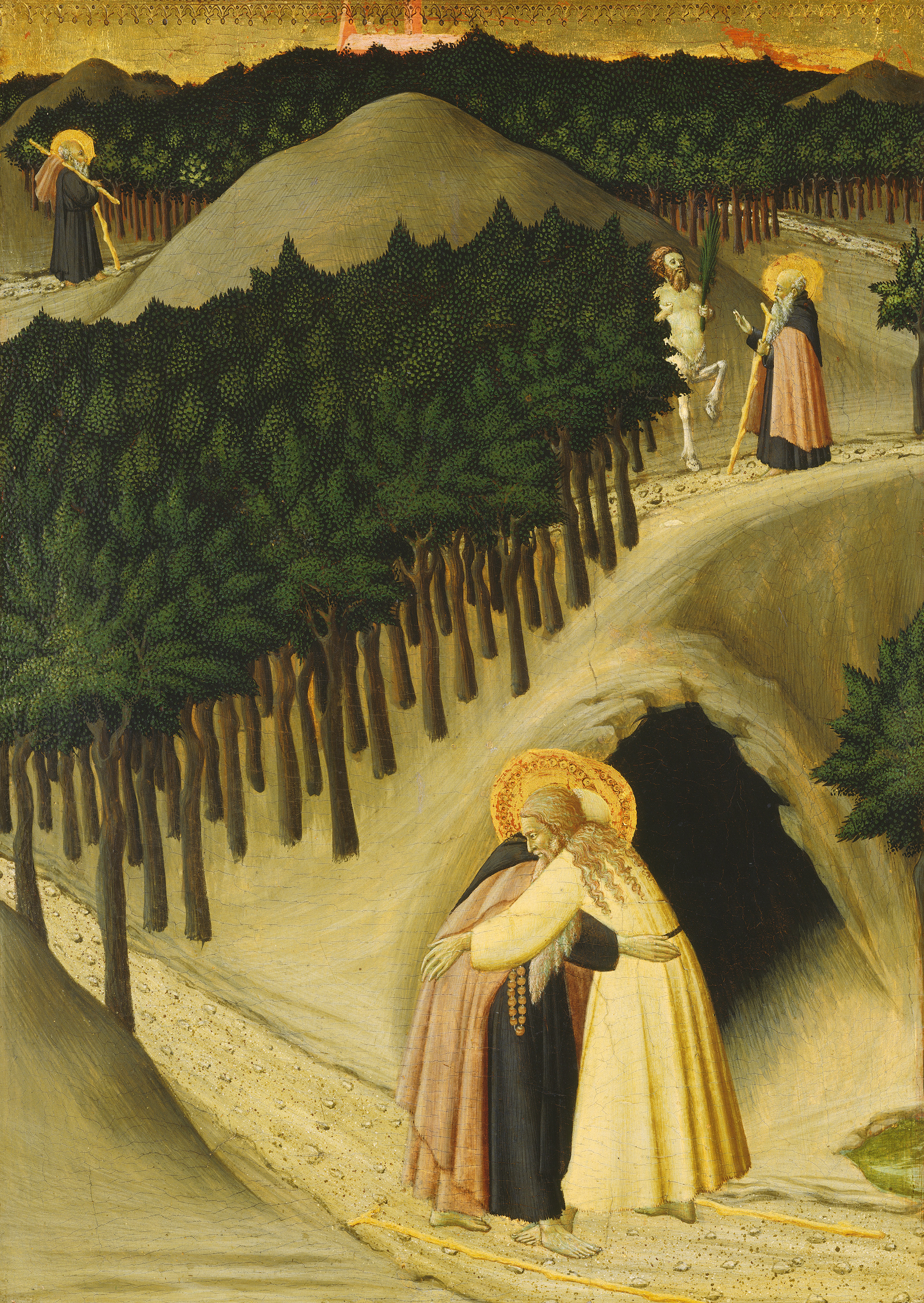
لقاء القديس أنطونيوس مع القديس بولس، سيد أوسرفانزا، القرن الخامس عشر، مع القنطور في الخلفية.

كان أنطونيوس في رحلة في الصحراء ليجد بولس الطيبة، الذي كان حسب حلمه ناسكًا أفضل منه. كان أنطونيوس يتصور أنه أول شخص يعيش في الصحراء على الإطلاق؛ ومع ذلك، بسبب الحلم، تم استدعاء أنطونيوس إلى الصحراء ليجد بولس «أفضل». في طريقه إلى هناك، واجه مخلوقين في شكل قنطور وساتير. على الرغم من أن المؤرخين افترضوا في بعض الأحيان أنهم ربما كانوا كائنات حية، إلا أن اللاهوت الغربي يعتبرهم أنهم كانوا شياطين.
أثناء سفره عبر الصحراء، وجد أنطونيوس أولًا القنطور، «مخلوق ذو شكل مختلط، نصف حصان نصف رجل،» سأله عن الاتجاهات. حاول المخلوق التحدث بلغة غير مفهومة، لكنه أشار بيده في النهاية بالطريقة المرغوبة، ثم هرب واختفى عن الأنظار. تم تفسيره على أنه شيطان يحاول ترويعه، أو بالتناوب مخلوق خلقته الصحراء.
وجد أنطونيوس بعد ذلك الساتير، «قزمًا ذو أنف معقوف، وجبهة مقرن، وأطراف مثل أقدام الماعز.» كان هذا المخلوق مسالمًا وقدم له ثمارًا، وعندما سأله أنطونيوس عن هويته، أجاب الساتير، «أنا كائن بشري وواحد من سكان الصحراء الذين خدعهم الوثنيون بأشكال مختلفة من الخطأ العبادة تحت أسماء فون (ميثولوجيا)، الإله الإغريقي، والحضون (روح شريرة). لقد أرسلت لتمثيل قبيلتي. نحن نصلي من أجلنا أن نطلب نعمة من ربك وربنا، الذي، كما تعلمنا، جاء مرة واحدة لإنقاذ العالم، و'الذي خرج صوته في كل الأرض.» عند سماع هذا، شعر أنطونيوس بسعادة غامرة وفرح بمجد المسيح. لقد أدان مدينة الإسكندرية لأنها عبادة الوحوش بدلاً من الله بينما تحدث الوحوش مثل الساتير عن المسيح.

### فضة وذهب
مرة أخرى كان أنطونيوس يسافر في الصحراء ووجد صفيحة من العملات الفضية في طريقه.

### شياطين في الكهف
ذات مرة، حاول أنطونيوس الاختباء في كهف للهروب من الشياطين التي ابتليت به. كان هناك الكثير من الشياطين الصغيرة في الكهف على الرغم من أن خادم أنطونيوس اضطر إلى حمله لأنهم ضربوه حتى الموت. عندما تم جمع النساك إلى جثة أنطونيوس حدادًا على موته، تم إحياء أنطونيوس. طلب من عبيده أن يعيده إلى ذلك الكهف حيث ضربه الشياطين. عندما وصل إلى هناك نادى الشياطين، وعادوا كوحوش برية لتمزيقه إلى أشلاء. فجأة وميض ضوء ساطع، وهربت الشياطين. علم أنطونيوس أن النور لابد أن يكون قد جاء من الله، وسأل الله أين كان من قبل عندما هاجمته الشياطين. أجاب الله، «لقد كنت هنا ولكني سأرى وأبقى لأرى معركتك، ولأنك قاتلت بشكل أساسي وحافظت على معركتك جيدًا، سأقوم بنشر اسمك في جميع أنحاء العالم.» 

## تبجيل

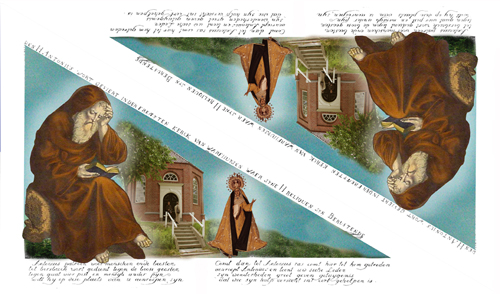
لافتات الحج من الضريح في فنادق وارفهويزن

تم دفن أنطونيوس سرا على قمة الجبل حيث اختار أن يعيش. وبحسب ما ورد تم اكتشاف رفاته في عام 361، وتم نقلها إلى الإسكندرية. وفي وقت لاحق، وأنها اتخذت من الإسكندرية إلى القسطنطينية، لعلهم هربا من الدمار التي يرتكبها الغزاة العرب المسلمين. في القرن الحادي عشر، أعطاهم الإمبراطور البيزنطي إلى الكونت الفرنسي جوسلين. قام جوسلين بنقلهم إلى لا موت سان ديدييه، الذي أعيد تسميته لاحقًا. هناك، تعهد جوسلين ببناء كنيسة لإيواء الرفات، لكنه توفي قبل أن تبدأ الكنيسة. تم تشييد المبنى أخيرًا في عام 1297 وأصبح مركزًا للتبجيل والحج، يُعرف باسم سانت أنطوان.
يعود الفضل إلى أنطونيوس في المساعدة في عدد من العلاجات المعجزة، في المقام الأول من الإرغوت، والتي أصبحت تعرف باسم «نار القديس أنطونيوس». كان له الفضل من قبل اثنين من النبلاء المحليين لمساعدتهم في الشفاء من المرض. ثم أسسوا على شرفه مستشفى الأخوة القديس أنطونيوس، المتخصص في رعاية ضحايا الأمراض الجلدية.

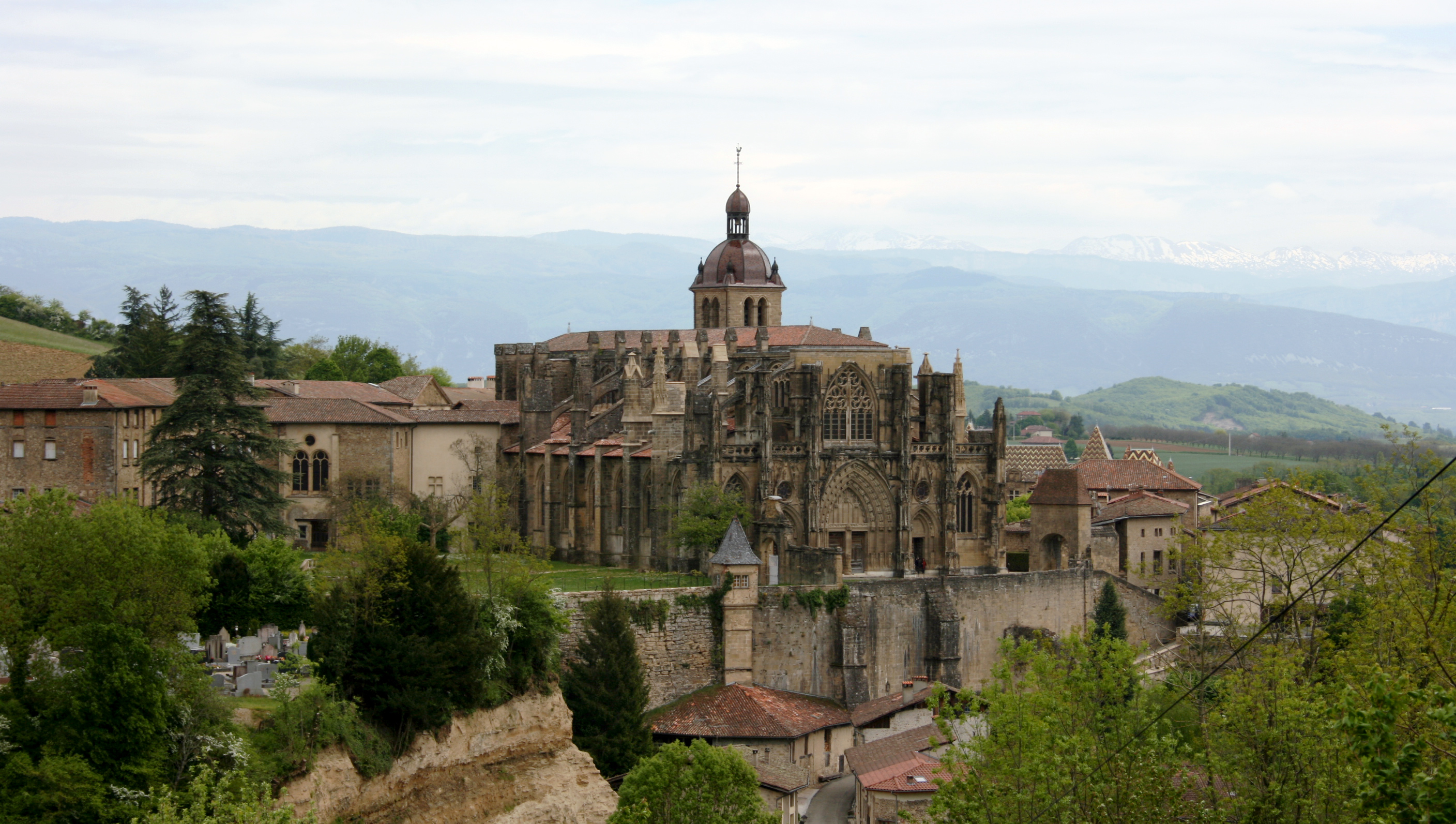
سان أنطوان لاباي، إيزير، فرنسا

إن تبجيل أنطونيوس في الشرق أكثر تحفظًا. هناك عدد قليل نسبيًا من الأيقونات واللوحات الخاصة به. ومع ذلك، يُعتبر «السيد الأول للصحراء وذروة الرهبان المقدّسين»، وهناك جماعات رهبانية من الكنائس المارونية والكلدانية والأرثوذكسية التي تنصّ على أنها تتبع حكمه الرهباني. خلال العصور الوسطى، أنطونيوس، جنبا إلى جنب مع كويرينوس من نويس، كورنيليوس وهوبرتوس، وتبجيلا واحدة من المشيرون المقدسة أربعة (فير مارشالات الله) في راينلاند.
وأنطونيوس تذكر في الانغليكاني مع مهرجان الصغرى في 17 يناير.

## ميراث
على الرغم من أن أنطونيوس نفسه لم ينظم أو ينشئ ديرًا، إلا أن مجتمعًا نما حوله بناءً على مثاله في عيش حياة التقشف والمعزولة. ساعدت سيرة أثناسيوس في نشر مُثُل أنطونيوس. يكتب أثناسيوس، «بالنسبة للرهبان، تعتبر حياة أنطونيوس مثالاً كافياً على الزهد.». أثرت قصته في حديث أوغسطينوس عن فرس النهر وجون ذهبي الفم.

### الأدب القبطي
أمثلة من محض الأدب القبطي هي أعمال أنطونيوس وباخوميوس، الذي تحدث فقط القبطية، والخطب والمواعظ من شنودة رئيس المتوحدين، الذين اختاروا الكتابة فقط باللغة القبطية. كانت أقدم الكتابات الأصلية باللغة القبطية هي رسائل أنطونيوس. خلال القرنين الثالث والرابع كتب العديد من الكنائس والرهبان باللغة القبطية.

## في الأدب الشعبي
الشخصية الرئيسية في رواية هيرفي ألين أنطونيوس أدفيرس، وفيلم عام 1936 الذي يحمل نفس الاسم، هو طفل مهجور يوضع في عجلة لقيط في يوم عيد القديس، ويُطلق عليه اسم أنطونيوس تكريماً له.
تدور رواية نبوءة آينشتاين للكاتب روبرت ماسيلو حول استعادة عظام عظام القديس أنطونيوس خلال الحرب العالمية الثانية. يتم استخدام الكثير من الأساطير المحيطة بزمن القديس أنطونيوس في الصحراء الكبرى كأساس للصراع الذي يواجهه أبطال الرواية بعد فتح صندوق عظام الموتى.
- القديسين الأقباط
- شاريتون المعترف (منتصف القرن الثالث - حوالي 350)، راهب معاصر في الصحراء اليهودية
- آباء الصحراء وأمهات الصحراء، والنساك المسيحيون الأوائل، والزاهدون، والرهبان الذين عاشوا بشكل رئيسي في صحراء السيتس بمصر منذ حوالي القرن الثالث الميلادي
- هيلاريون (291-371)، مذيع وقديس يعتبره البعض مؤسس الرهبنة الفلسطينية
- دير الانبا انطونيوس مصر
- باخوميوس الكبير (292 - 348)، القديس المصري المعترف به عمومًا كمؤسس للرهبنة المسيحية
- شفيع الأمراض والأمراض والأخطار
- بول من طيبة (ج.226/7 - 341)، المعروف باسم «بول، أول الناسك»، الذي سبق أنطوني وشاريتون
- قاعة سانت أنطونيوس، الأخوة الأمريكية والجمعية الأدبية
- القديس أنطونيوس الكبير، أرشيف القديس الراعي

## دعوته للدخول إلى البرية
في أحد الأيام نزلت سيدة إلى النهر لتغسل رجليها هي وجواريها، وإذ حَول القديس نظره عنهن منتظرًا خروجهن بدأن في الاستحمام. ولما عاتبها على هذا التصرف، أجابته: «لو كنت راهبًا لسكنت البرية الداخلية، لأن هذا المكان لا يصلح لسكنى الرهبان». وإذ سمع القديس هذه الكلمات قال في نفسه: «إنه صوت ملاك الرب يوبخني»، وفي الحال ترك الموضع وهرب إلى البرية الداخلية، وكان ذلك حوالي عام 285م. استقر القديس في هذه البرية، وسكن في مغارة على جبل القلزم شمال غربي البحر الأحمر، يمارس حياة الوحدة.هناك حاربته الشياطين علانية تارة على شكل نساء وأخرى على شكل وحوش مرعبة.

## لقائه بتلاميذه
حوالي عام 305م اضطر أن يكسر خلوته ليلتقي بتلاميذ جاءوا إليه يشتاقون إلى التدرب على يديه، فكان يعينهم ويرشدهم وإن كان قد عاد إلى وحدته مرة أخرى. إن كان هذا العظيم بين القديسين هو مؤسس نظام الرهبنة (الوحدة)، فإن حياته تكشف عن مفهوم الرهبنة المسيحية، خاصة نظام الوحدة:
- -     - أولاً: خرج للرهبنة بلا هدف كهنوتي، وكانت حركته شعبية لا كهنوتية، لا يطلب التدخل في التنظيم الكنسي، وحتى حينما أرسل إليه الإمبراطور قسطنطين يطلب بركته أرجأ الرد عليه، ولما سأله تلاميذه عن السبب؟ أجاب أنه مشغول بالرد على رسالة الله ملك الملوك، وبعد إلحاح بعث بالرد من أجل سلام الكنيسة.
    - ثانيًا: حبه الشديد للوحدة لم يغلق قلبه نحو الجماعة المقدسة، بل كان في عزلته يؤمن بعضويته الكنسية. لذلك عندما استدعى الأمر نزل إلى البابا أثناسيوس الرسولي (الذي تتلمذ على يدي القديس أنطونيوس)، وبدخوله الإسكندرية ارتجت المدينة، وخرج الكل متهللين لأن رجل الله قادم، وبالفعل عاد كثير من الأريوسيين إلى الكنيسة. مرة أخرى نزل إلى الإسكندرية يسند المعترفين في السجون ويرافقهم حتى ساحة الاستشهاد
    - ثالثًا: مع محبته الشديدة للوحدة تلمذ القديس مقاريوس الكبير الذي أسس نظام الجماعات، كما فرح جدًا بأخبار باخوميوس مؤسس نظام الشركة ومدحه... هكذا لم يحمل روح التعصب لنظام معين!
    - رابعًا: عزلته لم تكن ضيقًا وتبرمًا، لذا كان الكل يدهش لبشاشته وتهليله الداخلي، وقد اتسم بصحة جيدة حتى يوم نياحته وكان قد بلغ المائة وخمسة عامًا.
    - خامسًا: قيل أنه كان أميًا لا يعرف القراءة والكتابة، لكنه كان يفحم الفلاسفة اليونان ببساطة قلبه، وقد جذب بعضهم إلى الإيمان. وعندما سأله بعضهم كيف يتعزى وسط الجبال بدون كتاب، قال لهم إن الله يعزيه خلال العقل الذي يسبق الكتابة. قيل إنه سُئل عن عبارة في سفر العبرانيين، فاتجه ببصره نحو البرية، ثم رفع صوته وقال: اللَّهم أرسل موسى يفسر لي معنى هذه الآية، وفي الحال سُمع صوت يتحدث معه، وكما يقول الأب أمونيوس إنهم سمعوا الصوت ولم يفهموه.
    - من كلماته: حياتنا وموتنا هما مع قريبنا، فإن ربحنا قريبنا نربح الله، وإن أعثرنا قريبنا نخطئ ضد المسيح. أحزن البعض أجسادهم بالنسك، وبسبب عدم التمييز فهم بعيدون عن الله. يأتي وقت فيه يصاب البشر بالجنون، فإن رؤوا إنسانًا غير مجنون، يهاجمونه، قائلين: أنت مجنون، إنك لست مثلنا. الطاعة مع الزهد يهبان البشر سلطانًا على وحوش البرية.

## معرض الصور

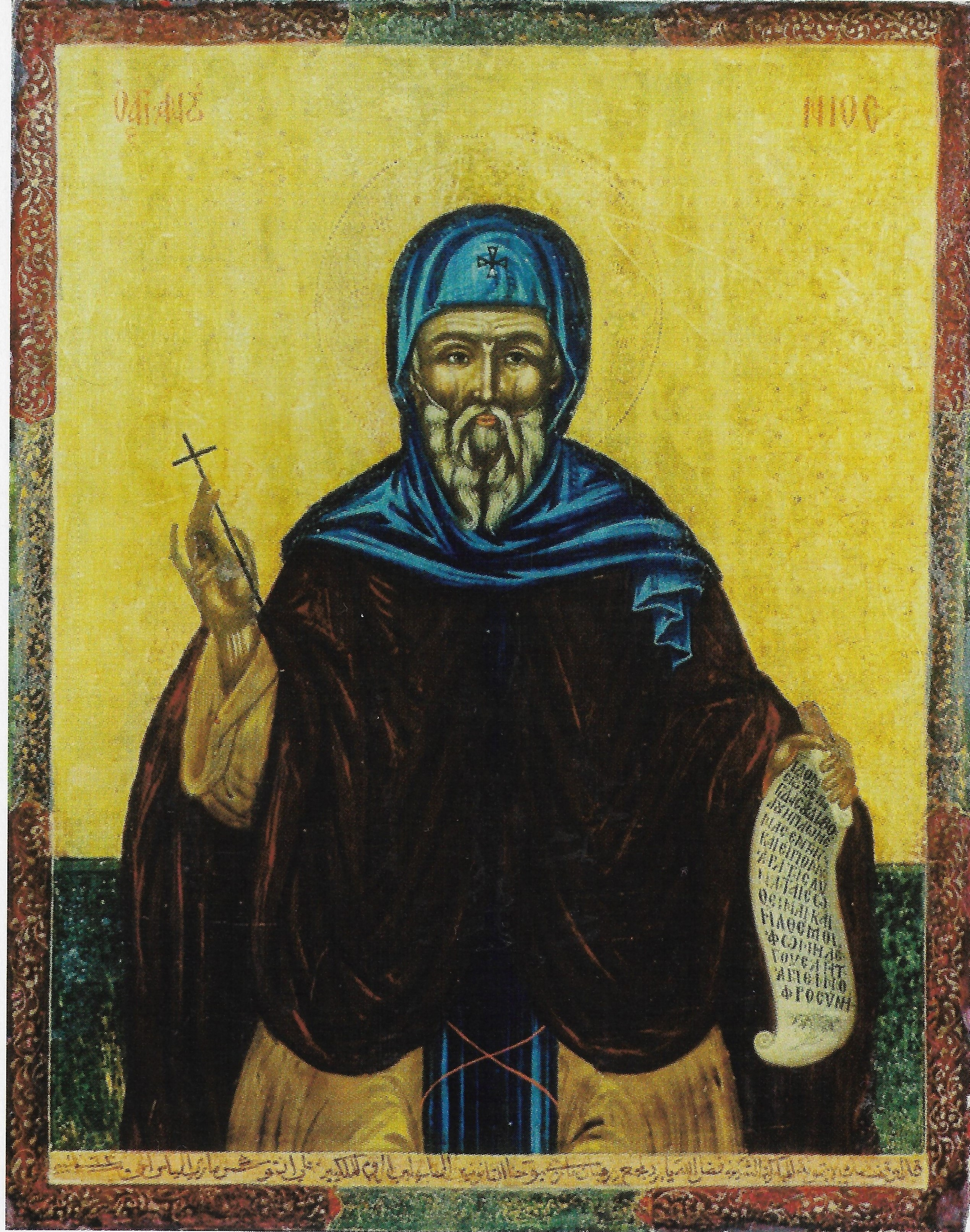
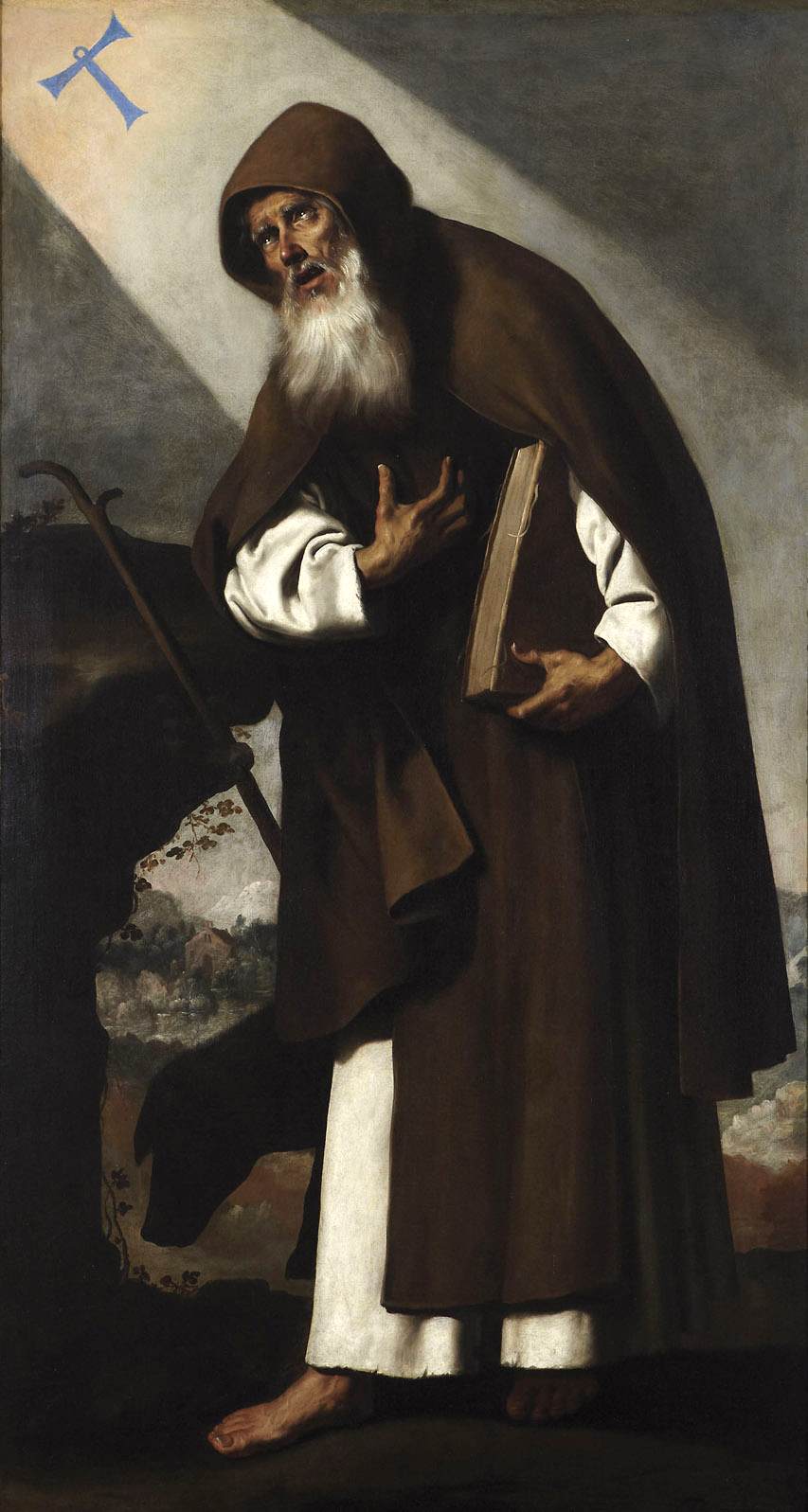

## الروابط الخارجية
- أنطونيوس الكبير على موقع الموسوعة البريطانية (الإنجليزية)
- دراسات روحية حول حياة القديس أنطونيوس الكبير هو مخطوطة، من عام 1864، باللغة العربية، وهذا هو ترجمة لعمل اللاتينية عن حياة مار أنطونيوس
- سيرة واقوال القديس انطونيوس المصري - مخطوط من مقتنيات المعلم عريان افندي جرجس مفتاح
- روضة النفوس في رسائل القديس انطونيوس - نشره اندراوس الراهب 1899
- مقارنة سيرة القديس أنطونيوس كما وردت في كتاب بستان الرهبان وكتاب السيرة للقديس أثناسيوس - الباحث جورج فرج